# NGC 4376
NGC 4376 é uma galáxia irregular (Im) localizada na direcção da constelação de Virgo. Possui uma declinação de +05° 44' 28" e uma ascensão recta de 12 horas, 25 minutos e 18,1 segundos.
A galáxia NGC 4376 foi descoberta em 2 de Fevereiro de 1786 por William Herschel.